# 572 a.C.

## Eventos
- 52a olimpíada: Ágis de Élida, vencedor do estádio.[1]